# Virginia Torrecilla
Virginia Torrecilla Reyes (Son Servera, 4 settembre 1994) è un'ex calciatrice spagnola, di ruolo centrocampista.

## Biografia
Il 21 maggio 2020 annunciò di aver ricevuto la diagnosi di un tumore al cervello, e di essersi contestualmente operata tre giorni prima.
Nel marzo 2021 tornò ad allenarsi con l'Atlético Madrid. Fece il suo ritorno in campo il 23 gennaio 2022, durante la finale di Supercoppa di Spagna, subentrando all'85' nell'incontro perso 7-0 contro la sua ex squadra il Barcellona.
Nel corso della sua degenza ospedaliera, l'amica Alexia Putellas ha deciso di omaggiarla indossando la maglia numero 11 (numero di Torrecilla) nel corso delle proprie partite con la nazionale spagnola.
A seguito della vicenda il territorio di Maiorca ha deciso di dedicare alla giocatrice il Palazzetto dello Sport dell'isola.

## Carriera

### Club
Virginia Torrecilla iniziò la sua carriera calcistica nel Serverense all'età di 11 anni, giocando in una squadra mista per circa quattro stagioni. A 15 anni si trasferì al Collerense, entrando subito a far parte della prima squadra e diventando una delle giocatrici più giovani ad esordire nella massima serie del calcio femminile spagnolo.
Dopo due anni, si trasferì al Ciutat de Palma. Giocò per la squadra delle Baleari per un'unica stagione, accasandosi poi al blasonato Barcellona. In maglia blaugrana, Virginia vinse tre campionati spagnoli, una Coppa della Catalogna e due Coppa de la Reyna.
Nella sua prima stagione con il Barcellona, aiutò la squadra a centrare il double: vittoria in campionato e coppa nazionale. Nel settembre 2012 Torrecilla giocò anche le sue prime partite di UEFA Women's Champions League. Chiuderà l'esperienza con le catalane nel 2015, dopo oltre ottanta gare disputate.
Nell'estate del 2015 passò al Montpellier, giocando in massima serie francese per quattro stagioni. Nel 2019 rientrò in Spagna, stavolta per indossare la maglia dell'Atlético Madrid.
Nel 2020 le fu diagnosticato un tumore al cervello, per il quale si sottopose a una delicata operazione e che la tenne lontana dai campi di calcio per oltre due anni. Tornò a calcare un prato verde nel gennaio 2022, in occasione della sconfitta (0-7) in Supercoppa spagnola contro il Barcellona, sua ex squadra, che la omaggiò portandola in trionfo.
Nell'estate successiva firmò un contratto con il Villareal ma, dopo appena otto gare disputate, nel gennaio 2024 ha annunciato il ritiro dall'attività agonistica.

### Nazionale
La prima convocazione in nazionale risale al 2011, chiamata da Ángel Vilda, responsabile tecnico della formazione Under-19, in previsione delle qualificazioni all'Europeo di Turchia del 2012. Superate agevolmente le eliminatorie, approdò alla fase successiva ed alla finale del 14 luglio al Mardan Sports Complex di Adalia, persa 1-0 contro la Svezia. Con la selezione giovanile, nei soli tornei UEFA, giocò 15 partite e realizzò 2 reti.
Invitata dal tecnico Ignacio Quereda ai raduni della nazionale maggiore dal 2013, debuttò nel giugno dello stesso anno nell'amichevole giocata a Vejle e pareggiata 2 a 2 con la Danimarca.. Il giorno seguente fu inserita in rosa nella formazione che affrontò il campionato europeo di Svezia 2013. Pur non impiegata durante il torneo, condivise il percorso con le proprie compagne che, dopo aver superato la fase a gironi, furono eliminate ai quarti di finale della competizione dalla Norvegia.
Il commissario tecnico decise di rinnovarle la fiducia, inserendola nella rosa della squadra che affrontò le qualificazioni al campionato mondiale di Canada 2015, chiuse con il primo posto del girone. Convocata anche per la competizione mondiale, collezionò due presenze: giocò gli incontri persi contro Brasile (1-0) e Corea del Sud (2-1), che costarono l'eliminazione delle spagnole dal torneo.
Jorge Vilda, subentrato a Ignacio Quereda, impiegò Virginia Torrecilla nelle fasi di qualificazione all'Europeo dei Paesi Bassi e nell'Algarve Cup del 2017, prima partecipazione spagnola al torneo. La squadra, superata la fase eliminatoria, approdò in finale, battendo il Canada per 1-0 all'Estádio Algarve di Faro: per Virginia fu il primo trionfo con le furie rosse.
Con la maglia della nazionale, partecipò al campionato europeo del 2017, al campionato mondiale del 2019 e vinse la Cyprus Cup nel 2018.

## Palmarès

### Club
- Campionato spagnolo: 3

Barcellona: 2012-2013, 2013-2014, 2014-2015
- Coppa della Regina: 2

Barcellona: 2012-2013, 2013-2014
- Copa de Catalunya femenina: 1

2013

### Nazionale
- Algarve Cup: 1

2017
- Cyprus Cup: 1

2018